# Wings of Storm
Los Wings of Storm (en español: «Alas de Tormenta»), conocidos en croata como Krila Oluje, son un grupo de demostración de vuelo que forma parte de la Fuerza Aérea Croata y que fue oficialmente creado en 2005, aunque realizó su primera actuación el 23 de junio de 2004. En sus demostraciones aéreas inicialmente empleaban 4 aviones Pilatus PC-9. En el año 2005 incorporaron un quinto avión, y el 25 de marzo de 2009 comenzaron a volar con 6 aviones.

## Aviones utilizados
| Avión        | Número | Periodo           |
| ------------ | ------ | ----------------- |
| Pilatus PC-9 | 4      | 2004 — 2005       |
| Pilatus PC-9 | 5      | 2005 — 2009       |
| Pilatus PC-9 | 6      | 2009 — actualidad |

## Galería de imágenes

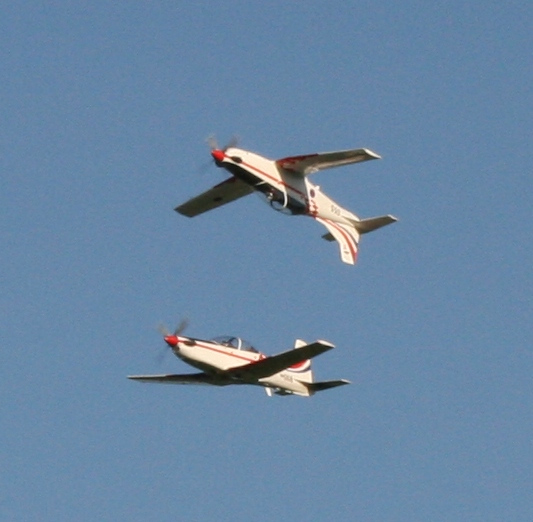
Dos Pilatus PC-9 en plena exhibición.
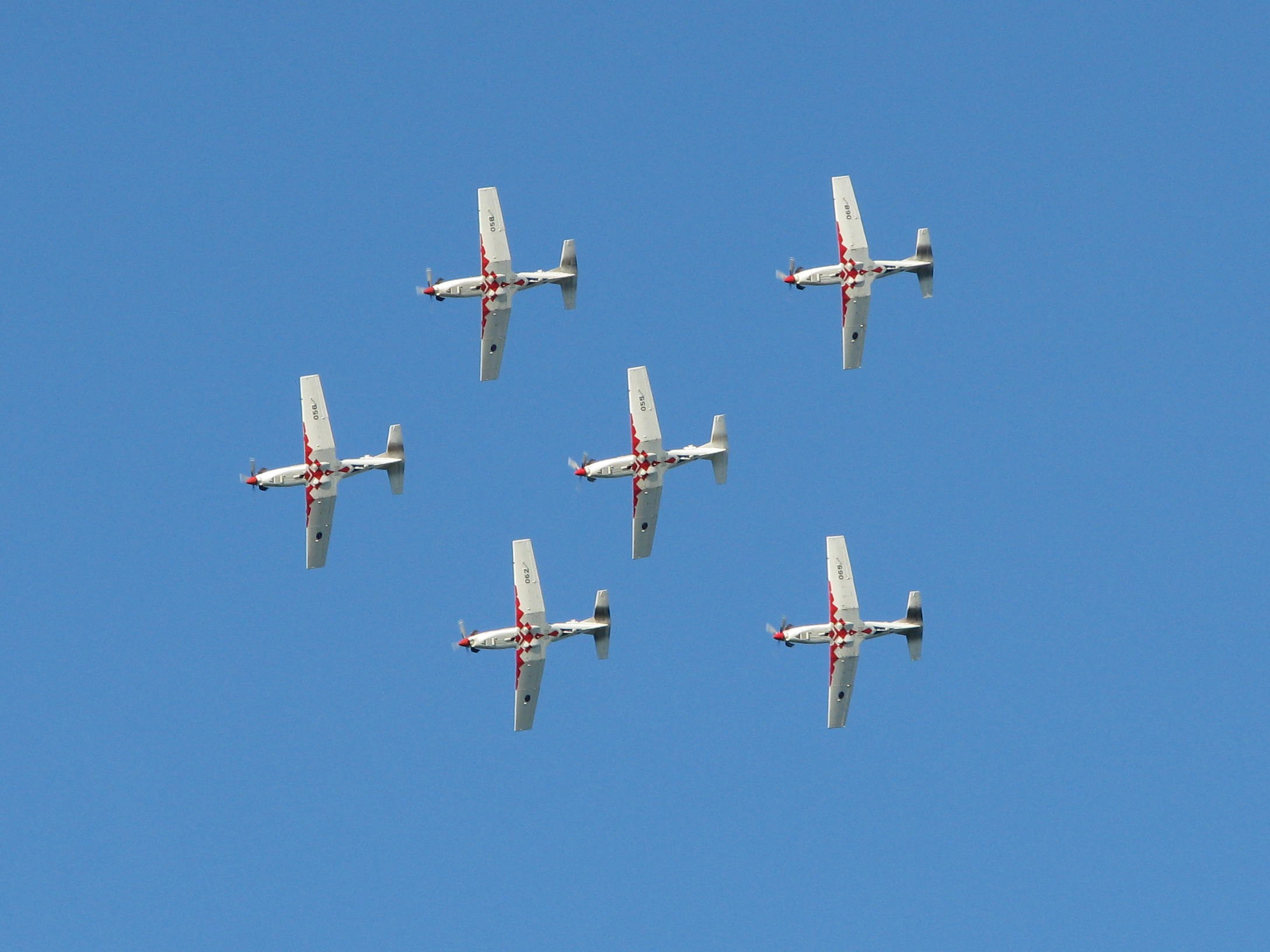
Los Wings of Storm en formación.
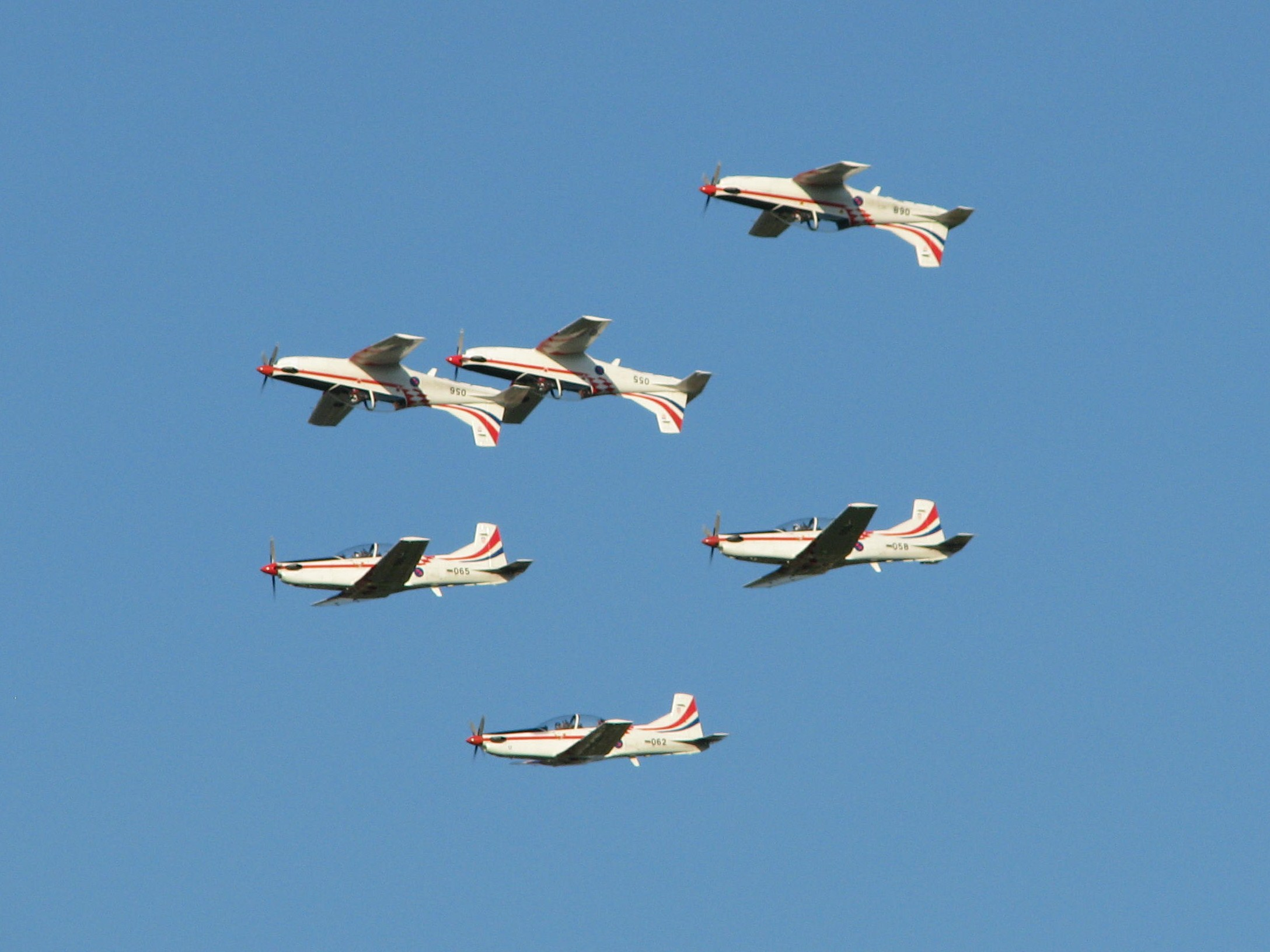
Los Wings of Storm en formación.
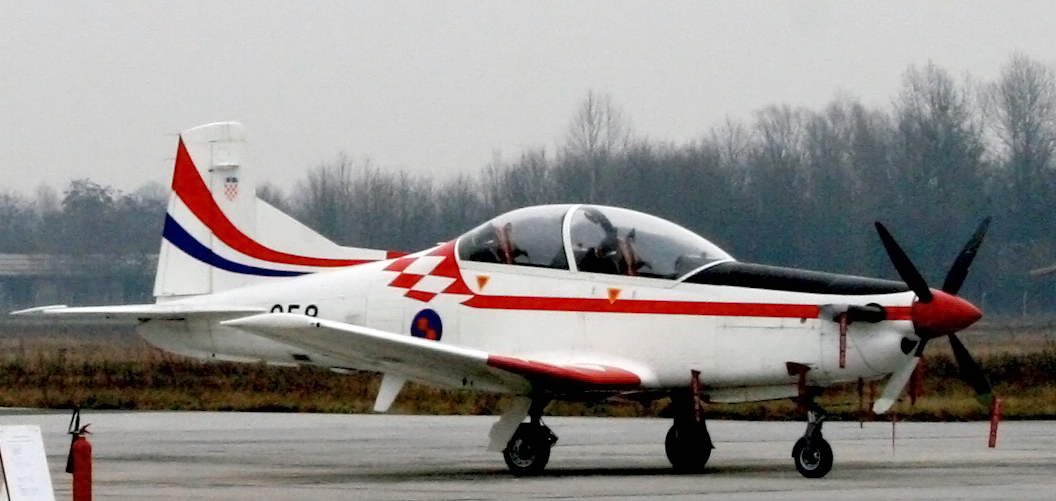
Pilatus PC-9 utilizado por los Wings of Storm.